# Ressonància ciclotró

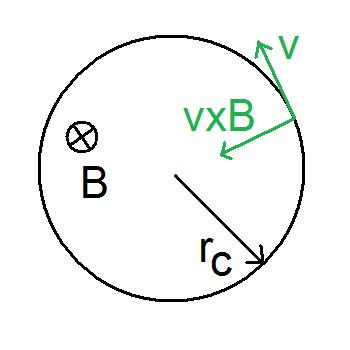
Diagrama d'una òrbita de ciclotró d'una partícula amb velocitat v, que és la trajectòria clàssica d'una partícula carregada (aquí càrrega positiva) sota un camp magnètic uniforme B.

La ressonància de ciclotró descriu la interacció de forces externes amb partícules carregades que experimenten un camp magnètic, movent-se així en un camí circular. Rep el nom del ciclotró, un accelerador cíclic de partícules que utilitza un camp elèctric oscil·lant ajustat a aquesta ressonància per afegir energia cinètica a les partícules carregades.

## Freqüència de ressonància del ciclotró
La freqüència del ciclotró o girofreqüència és la freqüència d'una partícula carregada que es mou perpendicularment a la direcció d'un camp magnètic uniforme B (magnitud i direcció constants).
Freqüència del ciclotró
| Unitats SI                                        | Unitats CGS                                        |
| ------------------------------------------------- | -------------------------------------------------- |
| {\displaystyle \omega _{\rm {c}}={\frac {qB}{m}}} | {\displaystyle \omega _{\rm {c}}={\frac {qB}{mc}}} |

### Derivació
Com que el moviment en un camp magnètic ortogonal i constant és sempre circular, la freqüència del ciclotró ve donada per la igualtat de la força centrípeta i la força magnètica de Lorentz
{\displaystyle {\frac {mv^{2}}{r}}=qBv}
amb la massa de partícula m, la seva càrrega q, la velocitat v i el radi del recorregut circular r, també anomenat giroradi.
Aleshores la velocitat angular és:
{\displaystyle \omega ={\frac {v}{r}}={\frac {qB}{m}}}
Donant la freqüència de rotació (és la freqüència del ciclotró) com:
{\displaystyle f={\frac {\omega }{2\pi }}={\frac {qB}{2\pi m}}}
Cal destacar que la freqüència del ciclotró és independent del radi i de la velocitat i, per tant, independent de l'energia cinètica de la partícula; totes les partícules amb la mateixa relació càrrega-massa giren al voltant de línies de camp magnètic amb la mateixa freqüència. Això només és cert en el límit no relativista, i sustenta el principi de funcionament del ciclotró.
La freqüència del ciclotró també és útil en camps magnètics no uniformes, en els quals (suposant una variació lenta de la magnitud del camp magnètic) el moviment és aproximadament helicoïdal: en la direcció paral·lela al camp magnètic, el moviment és uniforme, mentre que en el pla perpendicular al camp magnètic el moviment és, com abans, circular. La suma d'aquests dos moviments dóna una trajectòria en forma d'hèlix.
Quan la partícula carregada comença a apropar-se a les velocitats relativistes, la força centrípeta s'hauria de multiplicar pel factor de Lorentz, obtenint un factor corresponent en la freqüència angular:
{\displaystyle \omega ={\frac {qB}{\gamma m}}}

### Unitats gaussianes
L'anterior és per a unitats SI. En alguns casos, la freqüència del ciclotró es dóna en unitats gaussianes. En les unitats gaussianes, la força de Lorentz difereix en un factor d'1/ c, la velocitat de la llum, el que condueix a:
{\displaystyle \omega ={\frac {v}{r}}={\frac {qB}{mc}}}.
Per a materials amb poc o cap magnetisme (és a dir {\displaystyle \mu \approx 1}) {\displaystyle H\approx B}, de manera que podem utilitzar la intensitat del camp magnètic fàcilment mesurable H en lloc de B :
{\displaystyle \omega ={\frac {qH}{mc}}}
Tingueu en compte que convertir aquesta expressió a unitats SI introdueix un factor de la permeabilitat al buit.

### Massa efectiva
Per a alguns materials, el moviment dels electrons segueix bucles que depenen del camp magnètic aplicat, però no exactament de la mateixa manera. Per a aquests materials, definim una massa efectiva de ciclotró, {\displaystyle m^{*}} de manera que:
{\displaystyle \omega ={\frac {qB}{m^{*}}}}